# Алрам V фон Халс
Алрам V фон Халс (IV) (на немски: Alram V Graf vpn Hals; * 1295; † 1305/1331 в Мюнхен) е граф на графство Халс, днес част от град Пасау в Бавария.

## Произход
Той е вторият син на граф Алберт VI фон Халс († 1305) и третата му съпруга Елизабет фон Труендинген († 1308), вдовица на Бертхолд фон Шлюселберг († пр. 1282), дъщеря на граф Фридрих I (V) фон Труендинген-Дилинген († 1271/1274) и принцеса Маргарета фон Андекс-Мерания († 1271/1274). Брат е на граф Алберт VII фон Халс († 1334).
Той е представител на благородническия род „фон Кам“, който от 1160 г. се нарича фон Халс. Резиденция е в замък Халс на река Илц, северно от Дунав, близо до епископство Пасау. През 1072 г. господарите фон Халс са споменати за пръв път. Родът измира по мъжка линия през 1375 г. с Леополд фон Кам-Халс. Борбата за наследството с ландграф Йохан I фон Лойхтенберг († 1407) печели граф Хайнрих IV фон Ортенбург († 1395), женен за дъщеря му Агнес фон Халс.
Ландграф Йохан I фон Лойхтенберг чрез връзките си с баварските херцози и император Карл IV получава на края омалялото графство за себе си. Ландграфовете фон Лойхтенберг започват да се наричат оттогава и „графове фон Халс“.

## Фамилия
Алрам V фон Халс се жени 1319 г. за Агнес фон Силезия-Глогау (* 1293/1296; † 25 декември 1361) от род Пясти, вдовица на херцог Ото III от Долна Бавария и Унгария († 1312/1313), дъщеря на херцог Хайнрих III Глоговски († 1309) и принцеса Матилда фон Брауншвайг и Люнебург († 1319). Те имат една дъщеря:
- Агнес фон Халс († 18 януари пр. 1404, погребана в катедралата в Пасау), омъжена пр. 1348 г. за граф Хайнрих IV фон Ортенбург († 1395, погребан в катедралата в Пасау).[2]